# Niigataite
La niigataite è un minerale del gruppo dell'epidoto. Fino al 2006 era conosciuta come niigataite per poi essere rinominata clinozoisite-(Sr) dall'Associazione Mineralogica Internazionale (IMA) nell'ambito della revisione della nomenclatura del gruppo dell'epidoto. Di nuovo nel 2015 il nome è stato ripristinato in niigataite.